# Radio Karen
Radio Karen er en lokalradio fra Københavns Sydhavn. Radioen har sendt siden februar 2000 og er drevet af frivillige medarbejdere. Radio Karen har 1 million potentielle lyttere og har deres sendemast på taget af Rigshospitalet. Udsendelserne bliver sendt fra Karens Minde.
Radioens udsendelser blev i 2011 filmatiseret med dukker, og vist på TV 2 Zulu.

## TV-program og kritik
Radio Karen havde igennem et par år samarbejdet med Anders Hoffmann og Martin Wichmann Andersen i forbindelse med skabelsen af deres animerede dukketeater om radioen. Anders og Martin har sammen med Nordisk Film produceret en række episoder hvor lydsiden er ægte Radio Karen. Dukkerne har de dog selv fundet på og det hele er indspillet på Nordisk Film i Valby.
Serien havde premiere på TV2 Zulu den 14. februar 2011.
Tv-programmet "Radio Karen" har været kritiseret, da flere kritikere mener, at programmet "sparker til dem der ligger ned" og udstiller de svageste personer i samfundet. Til trods for denne kritik reklamerer Radio Karen på deres egen hjemmeside for tv-programmet, hvor de blandt andet skriver om, hvordan programmet blev produceret.